# Vallcebre
Vallcebre ist eine Ortschaft und eine Gemeinde (municipi) mit 271 Einwohnern (Stand: 2024) in der Comarca Berguedà in der Provinz Barcelona in der Autonomen Region Katalonien. Neben dem Hauptort Vallcebre gehört zur Gemeinde der Weiler Sant Julià de Fréixens.

## Lage
Vallcebre liegt etwa 100 Kilometer nordnordwestlich von Barcelona in einer Höhe von etwa 1125 m in den südlichen Ausläufern der Pyrenäen in der Comarca Berguedà im Norden Kataloniens. Der nördliche Teil der Gemeinde befindet sich im Parc natural del Cadi Moixeró.

## Bevölkerungsentwicklung
| Jahr      | 1960 | 1970 | 1981 | 1991 | 2001 | 2011 | 2021 |
| Einwohner | 960  | 660  | 375  | 308  | 254  | 277  | 260  |

## Sehenswürdigkeiten
- paläontologische Fundstätte Fumanya

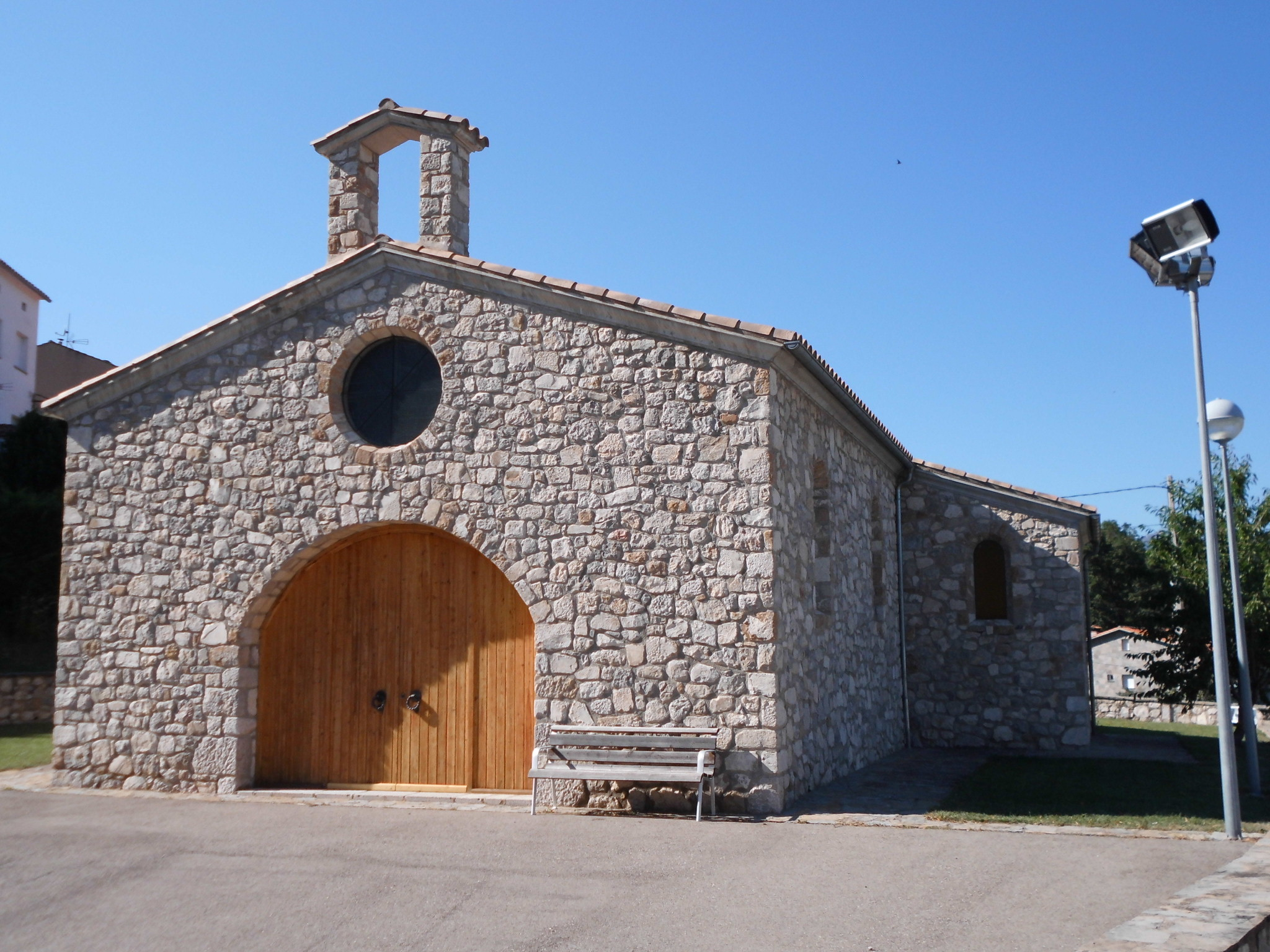
Marienkirche
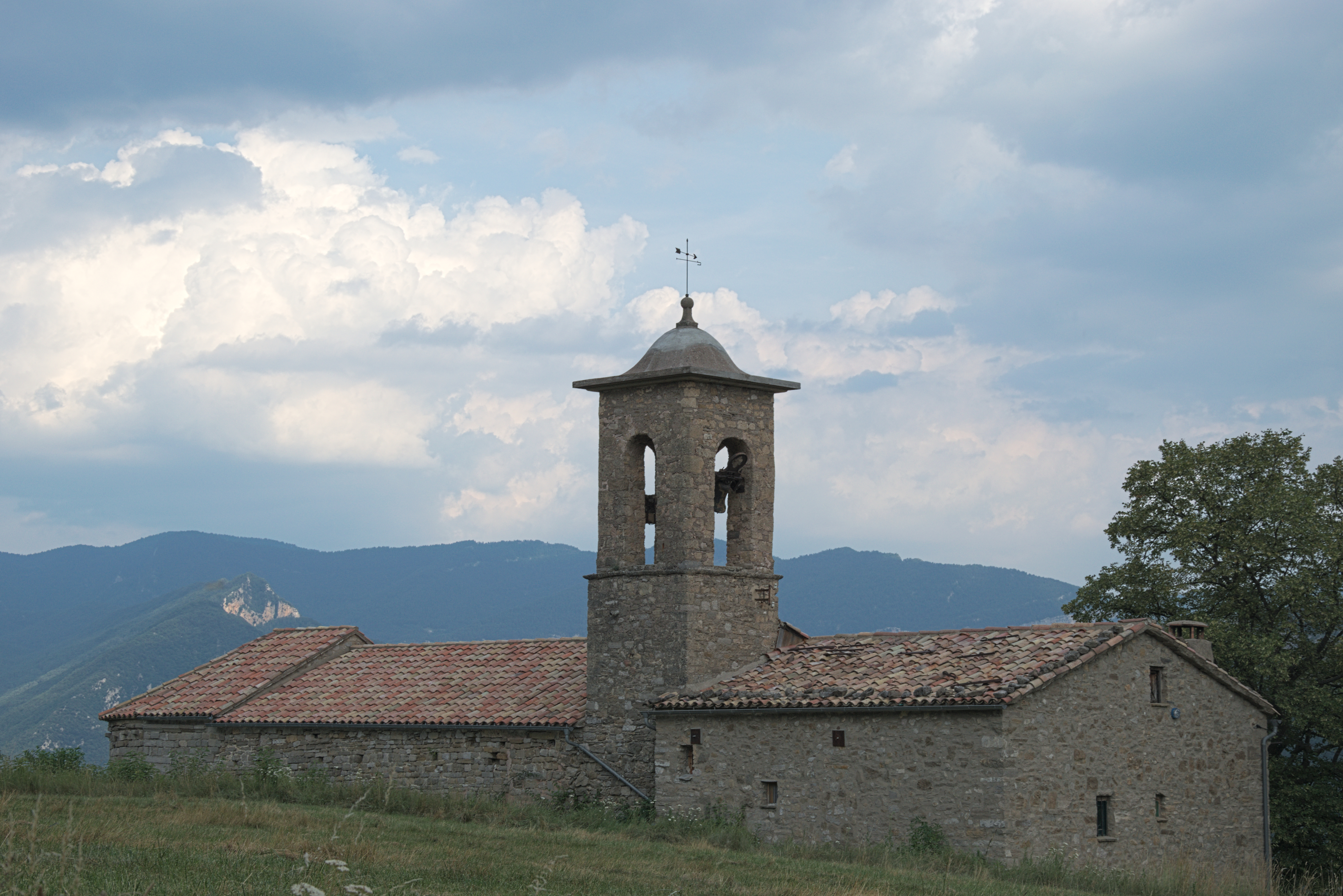
Julianuskirche

- Marienkirche
- Julianuskirche